# میوپاتی

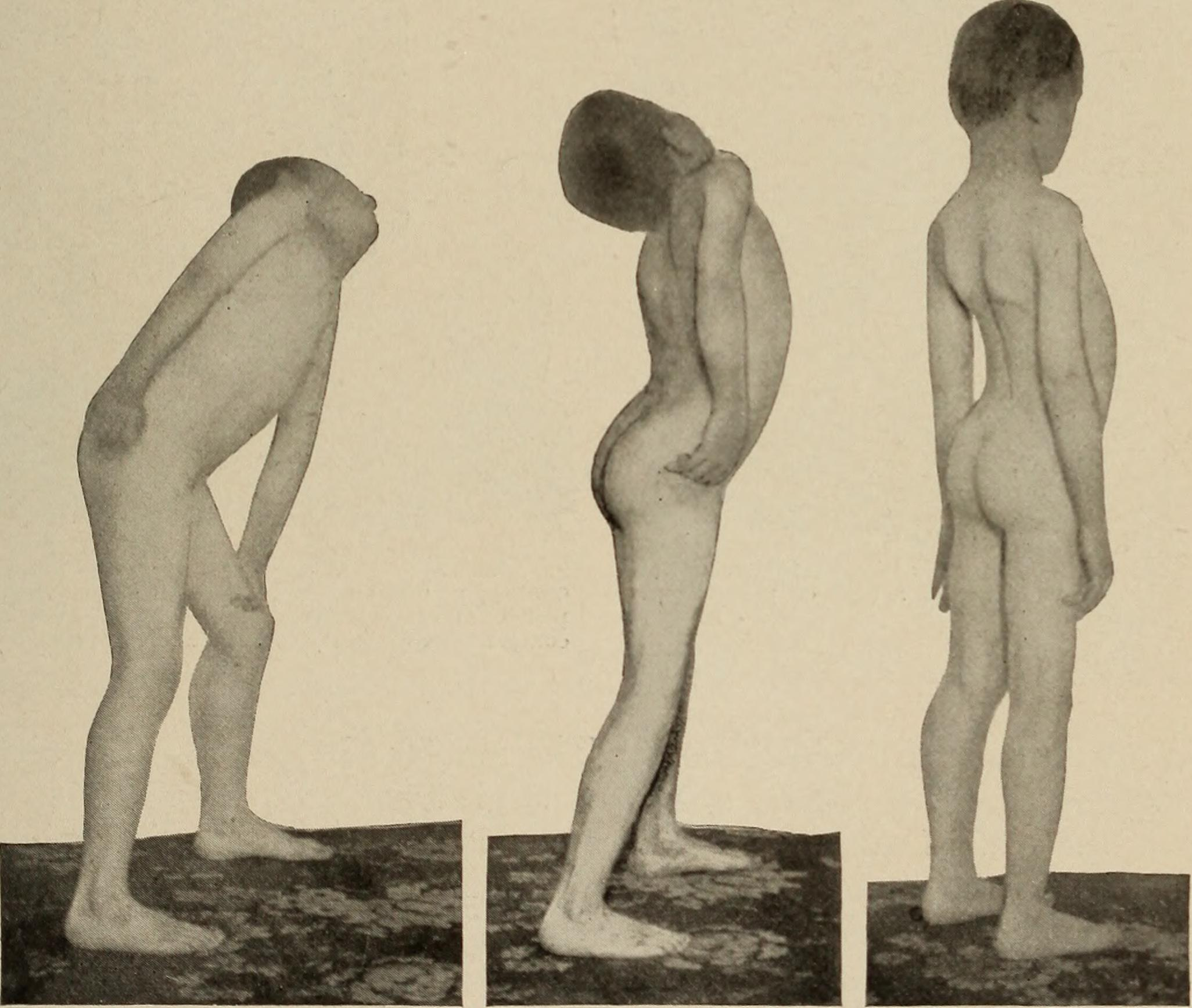
میوپاتی

میوپاتی (Myopathy) یا ماهیچه‌آسیبی بیماری عضلانی به هر دلیلی است که در آن عضلات عملکرد خود را از دست می‌دهند. نتیجه میوپاتی ضعف عضلانی است.

## تظاهرات بالینی
علایم بیماران ممکن است در ارتباط با موارد زیر باشد: خستگی سریع‌تر نسبت به افراد طبیعی، ضعف و کاهیدگی (آتروفی) عضلانی، یا دگرشکلی (دفورمیتی) در اندام و ستون فقرات، احتمال وجود درد و گرفتگی‌های عضلانی.

## انواع
اصولاً دو گروه از بیماریها موجب میوپاتی می‌شوند بیماری‌های ژنتیکی (مانند دیستروفی ماهیچه‌ای) و اکتسابی مانند التهاب بافت همبند Dermatomyositis و عوارض کورتیکوستروئیدها.